# 澤田賢志
澤田 賢志（さわだ けんじ、1960年8月21日 - ）は日本の写真家。
愛称は「けんさわ」Twitterでは「け」。
現地取材と並行して、ジャーナリストとしても活発に情報提供を行っている。
2020年からは「けんさわ塾復刻版」を連載中。

## プロフィール

### 略歴
- 1993年 - イギリスの他、フランス高地のティーニュ（標高2,400メートル）に住み、3,600メートルの氷河で夏のスキートレーニングを積みながらスポーツ全般の取材を行う。 この頃はロンドン、ケンブリッジ、ティーニュ、日本の4ヶ所に活動拠点と住居を置いていた。
- 1994年 - 日本に帰国し、北海道札幌市を拠点とする。
- 1997年 - インターネットで個人サイトを開設。
- 1998年 - サイトのアクセス数向上策として「サーキット便り。」を開始。

## 人物

### 写真家
イベント企画会社出身ということもあり、フォトグラファーには珍しく企画書なども作成したことがカメラマンになるにあたって重要なファクターであった。
撮影が銀塩式カラーポジフィルムからデジタルカメラに移行することに伴いグランプリの現場からのレポートを毎日更新する
アマチュア時代からプロカメラマンになるまでの経緯を綴った「けんさわプロになれるまで物語」には彼が行き当たりばったりに活動する中で偶然の重なりと自身の当たって砕けろ精神でプロになって行く様が書かれている。
使用カメラがCanonということもあり、Canonのテレビコマーシャルに出演したことがある。

### アマチュアスポーツ
F1取材を欧州から行いながら黎明期であったフリースタイルスキーのモーグル競技に出場を続け、29歳から34歳まで活動した。
当時のスキー仲間との関係性からスキー写真も数多く撮影した。
モーグル競技を経験したことにより、重たいカメラ機材を持った状態で急斜面やパウダーバーンを滑走できるため、難易度の高い撮影を行っている。
モーグルを引退した後は1994年頃からレンタルカート場に入り浸る。
その後本格的レーシングカートを購入し、38歳からレース活動を開始。

### その他の活動
東日本大震災ならびに福島第一原子力発電所事故以来ツイッターでの活発な情報発信を続けている。
2012年からはレース関係を離れ、北海道を英語で案内するツアードライバーとして活動。